# Алагрек (орнамент)

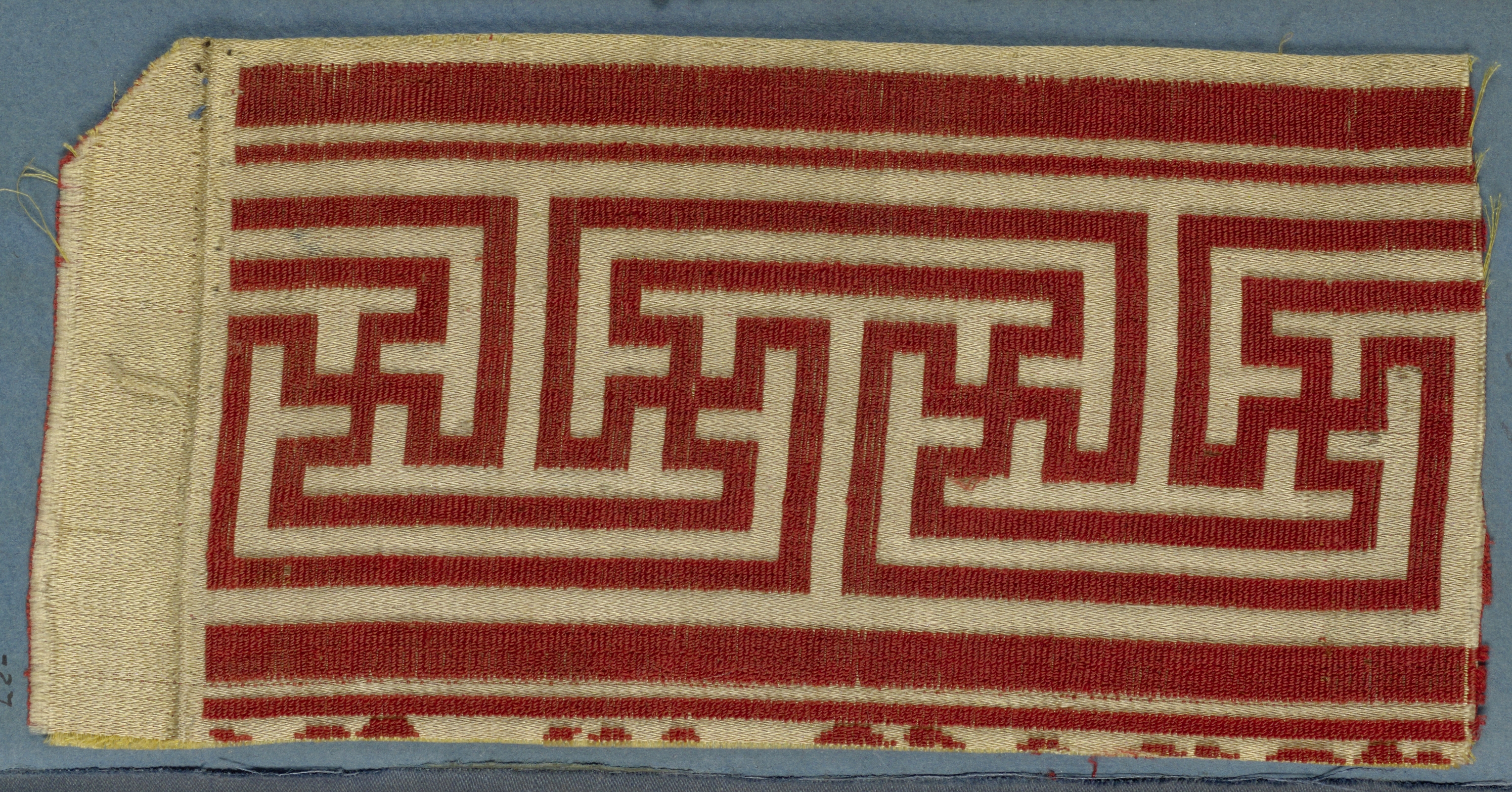
Алагрек на шёлковой ткани. Франция, XIX век

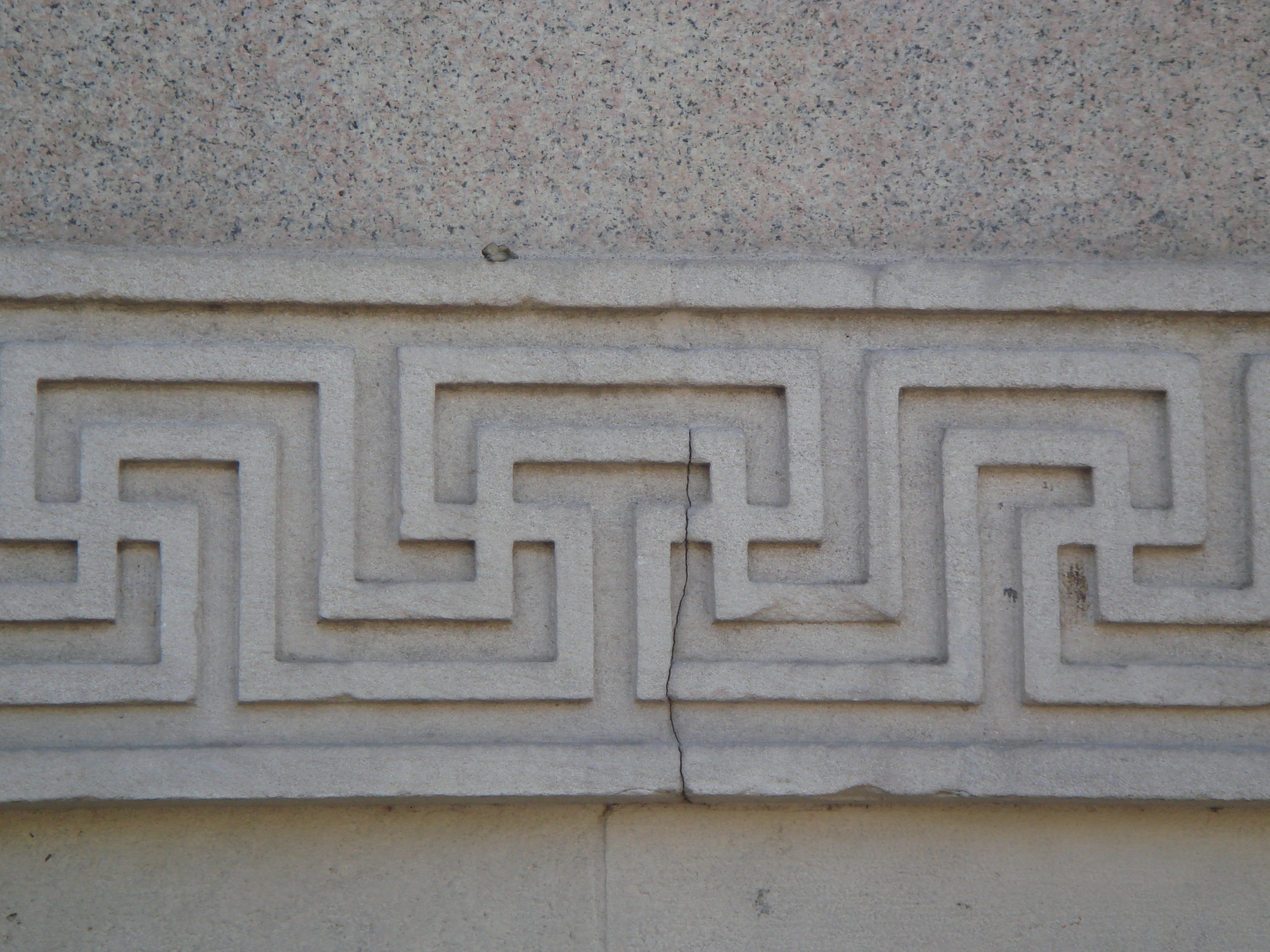
Фриз с алагреком на миланском здании

Алагре́к или а-ла-гре́к (фр. à la grecque, по-гречески; англ. greek key) — французское название архитектонического прямолинейного орнамента, занятого у греков, употреблявших его на украшение каймы одежды.
Узор орнамента алагрек состоит из повторения одной или двух, между собой переплетённых полосок (меандров), восходящих и нисходящих, встречающихся под прямым углом. Когда в узоре одна полоска, его называют алагрек простым лабиринтом, а когда две — двойным.

## В архитектуре

Пример алагрека простым лабиринтом

Алагрек используется в архитектуре для украшения узких фризов.

## Вазовый орнамент
Орнамент алагрек часто встречается на этрусских вазах. Примечательно, что орнамент находится и на китайских вазах, восходящих, по мнению синологов, за 1200 лет до н. э.